# Homo sum, humani nihil a me alienum puto

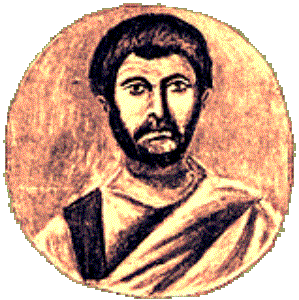
Retrat de l'autor

Homo sum, humani nihil a me alienum puto és una frase en llatí que significa "Soc home, res del que és humà no m'és indiferent".
És una frase originària de Publi Terenci Àfer (c. 184 aC - ~159 aC), de la seva comèdia Heautontimorumenos (El turmentador de si mateix), de l'any 165 aC, on és pronunciada pel personatge Cremes per a justificar la seva intromissió.
Tot i això, la cita ha quedat per a la posteritat com una justificació del que ha de ser el comportament humà.
Sovint es relaciona la frase amb l'orgull; però normalment indica humilitat, acceptació dels possibles errors personals, en la mateixa línia que les expressions "errar és humà" i "qui estigui net de culpa, que tiri la primera pedra”.

## Anàlisi gramatical
El text conté dues frases declaratives amb el següent significat literal:
- Homo: substantiu singular masculí, en cas nominatiu, que s'enuncia en llatí Homo, hominis i que significa ‘home’.
- sum: primera persona singular del present d'indicatiu del verb sum, fui, esse, que significa ‘soc’.
- humani: adjectiu de primera classe o grup, genitiu singular neutre, en llatí humanus, a, um, que significa ‘el que és humà’ o, simplement, ‘humà’.
- nihil: substantiu singular neutre, en cas acusatiu, que s'enuncia en llatí com a nihil, nihilis, i significa ‘’res''.
- a: preposició que regeix l'ablatiu en el seu complement, que normalment significa ‘de’, però que en aquest context es pot traduir com a ‘per a’.
- me: pronom personal en cas ablatiu introduït per la preposició anterior, que en català significa ‘mi’.
- alienum: adjectiu del primer grup o classe, en acusatiu singular neutre, que en llatí s'enuncia alienus, a, um i que significa ‘estrany’ o ‘aliè’.
- puto: verb de la primera forma de conjugació en primera persona singular del present indicatiu actiu, que en llatí s'enuncia Puto, putas, putare, putavi, putatum i significa ‘penso’ o ‘considero’.